# Jaroslav Miska
Jaroslav Miska (1. srpna 1921 Slezská Ostrava – 17. března 1975 Ostrava) byl český a československý politik Komunistické strany Československa a poúnorový poslanec Národního shromáždění ČSSR a Sněmovny lidu Federálního shromáždění. V 60. letech byl ředitelem Ostravsko-karvinských dolů.

## Biografie
Ve věku 16 letech začal pracovat na Dole Trojice. Za druhé světové války byl aktivní v odboji. Po zatčení byl čtyři roky vězněn nacisty koncentračních táborech. Konce války se dožil v nacistické věznici v severním Norsku. Po návratu do ČSR začal od 16. října 1945 opět fárat na Dole Trojice. Stal se úderníkem, který překonával pracovní normy a zaváděl nové pracovní postupy. Díky tomu byl pozván k přednáškám na Vysokou školu báňskou v Ostravě, kde takto přednášel jako první vyučující bez inženýrského diplomu. V letech 1961–1967 zastával post generálního ředitele Sdružení Ostravsko-karvinských dolů. Ve vedoucí funkci prosazoval netradiční metody řízení, ale podařilo se mu zavést četná privilegia a sociální výhody pro horníky. Zároveň za jeho éry výrazně pokročila mechanizace důlní činnosti. Jako první občan Československa získal Řád republiky.
12. sjezd KSČ ho zvolil za člena Ústředního výboru Komunistické strany Československa. 13. sjezd KSČ ho ve funkci potvrdil. V roce 1951 získal Řád republiky, roku 1951 také získal titul Laureát Státní ceny a v roce 1960 titul Hrdina socialistické práce.
Ve volbách roku 1960 byl zvolen za KSČ do Národního shromáždění ČSSR za Severomoravský kraj. Podílel se na projednávání nové ústavy ČSSR z roku 1960. Mandát obhájil ve volbách v roce 1964. V Národním shromáždění zasedal až do konce jeho funkčního období v roce 1968.
K roku 1968 se profesně uvádí jako invalidní důchodce z obvodu Orlová. V evidenci je poznamenáno, že pro těžkou nemoc se nezúčastňoval jednání Národního shromáždění.
Po federalizaci Československa usedl roku 1969 do Sněmovny lidu Federálního shromáždění (volební obvod Orlová), kde setrval do konce volebního období, tedy do voleb v roce 1971.